# 6143 Pythagoras
För andra betydelser, se Pythagoras (olika betydelser).
6143 Pythagoras eller 1993 JV är en asteroid i huvudbältet som upptäcktes den 14 maj 1993 av den belgiske astronomen Eric W. Elst vid La Silla-observatoriet. Den är uppkallad efter den grekiske filosofen Pythagoras.
Asteroiden har en diameter på ungefär 8 kilometer och den tillhör asteroidgruppen Koronis.